# Palermo
Palermo (italijanska izgovorjava: [paˈlɛrmo], sicilijanščina Palermu, lokalno [paˈlɛmmʊ], latinsko Panormus, starogrško Πάνορμος, latinizirano: Pánormos) je mesto v južni Italiji, glavno mesto avtonomne dežele Sicilije in metropolitanskega mesta Palermo. Mesto je znano po svoji zgodovini, kulturi, arhitekturi in gastronomiji, saj ima pomembno vlogo skozi večino svojega obstoja; staro je več kot 2700 let. Palermo je na severozahodu otoka Sicilije, ob zalivu Palermo v Tirenskem morju.
Mesto so leta 734 pr. n. št. Feničani ustanovili kot Ziz. Nato je Palermo pristal v rokah Kartagine. Ustanovljeni sta bili dve grški koloniji, znani skupaj pod imenom Panormos ali 'Vsa pristanišča'; Kartažani so to ime uporabljali na svojih kovancih po 5. stoletju pred našim štetjem. Kot Panormus je mesto več kot tisoč let ostalo del Rimske republike in cesarstva. Od 831 do 1072 je bilo mesto pod arabsko vlado v času Sicilskega emirata, ko je mesto prvič postalo glavno mesto. Arabci so grško ime preimenovali v Balarm (بَلَرْم), koren za današnje ime Palerma. Po normanski ponovni osvojitvi je Palermo postal prestolnica novega kraljestva (od 1130 do 1816), Kraljevina Sicilija in prestolnica Svetega rimskega cesarstva pod vodstvom cesarja Friderika II. in kralja Konrada IV.
Število prebivalcev mestnega območja Palerma je po ocenah Eurostata 855.285, medtem ko je njegovo metropolitansko območje s približno 1,2 milijona prebivalcev na petem mestu v Italiji. V osrednjem območju ima mesto približno 676.000 prebivalcev. Prebivalci so znani kot Palermitani ali, poetično, Panormiti. Jezika, ki ga govorijo njeni prebivalci, sta italijanščina in palermitansko narečje sicilijanskega jezika.
Palermo je kulturna, gospodarska in turistična prestolnica Sicilije. Mesto je bogato z zgodovino, kulturo, umetnostjo, glasbo in hrano. Številne turiste mesto privlači zaradi privlačnega mediteranskega podnebja, znane gastronomije in restavracij, romanskih, gotskih, baročnih (sicilski barok) in Art nouveau cerkva, palač in zgradb ter nočnega življenja in glasbe. Palermo je glavno sicilijansko industrijsko in trgovsko središče: glavni industrijski sektorji so turizem, storitve, trgovino in kmetijstvo. Trenutno ima Palermo mednarodno letališče in pomembno črno gospodarstvo. Pravzaprav je bil Palermo iz kulturnih, umetniških in ekonomskih razlogov eno največjih mest v Sredozemlju in je zdaj med najboljšimi turističnimi destinacijami v Italiji in Evropi. Je glavni sedež Unescove svetovne dediščine Arab-Norman Palermo and the Cathedral Churches of Cefalù and Monreale. Mesto gre tudi skozi skrbno obnovo in se pripravlja, da bo postalo eno večjih mest evro-sredozemskega območja.
Rimokatolištvo je v palermitski kulturi zelo pomembno. Zavetnica Palerma je sveta Rozalija, katere praznik praznujemo 15. julija. Območje vsako leto privabi precejšnje število turistov in je splošno znano po pisanih tržnicah sadja, zelenjave in rib v središču Palerma, znanih kot Vucciria, Ballarò in Capo. 

## Zgodovina

### Zgodnja zgodovina
Dokazi o naseljevanju ljudi na območju, ki je danes znano kot Palermo, segajo vsaj v mezolitsko obdobje, morda okoli leta 8000 pred našim štetjem, kjer je bila najdena skupina jamskih risb v bližnji Addauri iz tega obdobja.  Prvotni prebivalci so bili Sičani, ki so po Tukididu prispeli z Iberskega polotoka (morda današnje Katalonije).

### Antika
Leta 734 pred našim štetjem so Feničani, pomorski trgovci iz severnega Kanaana, zgradili majhno naselje v naravnem pristanišču Palerma, ki je postalo znano kot Ziz  (punsko 𐤑𐤉𐤑, latinizirano: ṢYṢ
). Postala je ena od treh glavnih feničanskih kolonij na Siciliji, skupaj z Motyo in Soluntumom. Vendar je ostankov feničanske prisotnosti v mestu malo in so večinoma ohranjeni v zelo poseljenem središču mesta, zaradi česar so kakršna koli prizadevanja za izkopavanja draga in logistično težka. Mesto, ki so ga izbrali Feničani, je olajšalo povezavo pristanišča z gorami z ravno cesto, ki je danes postala Corso Calatifimi. Ta cesta je pomagala Feničanom pri trgovanju s prebivalstvom, ki je živelo onstran gora, ki obkrožajo zaliv.
Prvo naselje je znano kot Paleapolis (grško: Παλαιάπολις), kar pomeni 'staro mesto', da bi ga ločili od drugega naselja, zgrajenega v 5. stoletju pred našim štetjem, imenovanega Neapolis (Νεάπολις) ali 'novo mesto'. Neapolis je bil postavljen proti vzhodu in skupaj z njim je bilo okoli celotnega naselja zgrajeno monumentalno obzidje, da bi preprečili napade tujih groženj. Del te strukture je še vedno mogoče videti v okrožju Cassaro. To okrožje je dobilo ime po samem obzidju; beseda Cassaro, ki izhaja iz arabskega al-qaṣr (grad, trdnjava, tudi alcázar). Obzidje je imelo nekaj vrat za dostop in izstop iz mesta, kar kaže na to, da se je trgovina proti notranjemu delu otoka pogosto dogajala. Poleg tega je po nekaterih študijah mogoče tudi obzidje, ki je tudi staro mesto delilo od novega. Kolonija se je razvila okoli osrednje ulice (decumanus), ki jo pravokotno prerežejo manjše ulice. Ta ulica je danes postala Corso Vittorio Emanuele.
Kartagina je bila glavni trgovski partner Palerma pod Feničani in mesto je v tem obdobju uživalo daljši mir. Palermo je prišel v stik z antičnimi Grki med 6. in 5. stoletjem pred našim štetjem, kar je pred sicilskimi vojnami, spopadom med grškimi Sirakuzami in Feničani iz Kartagine za nadzor nad otokom Sicilijo. Med to vojno so Grki naselje poimenovali Pánormos (Πάνορμος), kar pomeni 'vsa pristanišča' zaradi velikega sidrišča, iz katerega se je razvilo današnje ime mesta. Feničani so začeli uporabljati grško ime na kovancih mesta od 5. stoletja pred našim štetjem. Iz Palerma je bila lansirana flota Hamilcarja I. (ki je bila poražena v bitki pri Himeri). Leta 409 pred našim štetjem je mesto Hermokrat Sirakuški oropal. Sicilijanske vojne so se končale leta 265 pred našim štetjem, ko so se Sirakuze povezale z Rimljani iz Italije in med prvo punsko vojno potisnila Kartažane z otoka. Leta 276 pred našim štetjem  je med pirsko vojno Panormos za kratek čas postal grška kolonija, potem ko ga je osvojil Pir iz Epira, vendar se je leta 275 pred našim štetjem vrnil pod feničansko Kartagino. Leta 254 pred našim štetjem so Rimljani Panormos oblegali in osvojili v prvi bitki pri Panormusu (latinsko ime). Kartagina je leta 251 pred našim štetjem poskusila osvojiti Panormus, vendar ni uspela.

### Srednji vek
Ko je Rimsko cesarstvo propadlo, je Palermo padel pod nadzor več germanskih plemen. Prvi so bili Vandali leta 440 našega štetja pod vlado njihovega kralja Geiserica. Vandali so do leta 455 zasedli vse rimske province v Severni Afriki in se uveljavili kot pomembna sila. Kmalu zatem so pridobili Korziko, Sardinijo in Sicilijo. Kmalu pa so novo pridobljeno posest izgubili proti Ostrogotom. Ostrogotska osvojitev pod vodstvom Teoderika Velikega se je začela leta 488; Teoderik je podpiral rimsko kulturo in vlado v nasprotju z germanskimi Goti. Gotska vojna se je odvijala med Ostrogoti in Vzhodnim rimskim cesarstvom, znanim tudi kot Bizantinsko cesarstvo. Sicilija je bila prvi del Italije, ki je bil pod nadzorom generala Belizarija, ki ga je naročil vzhodni cesar. Justinijan I. je svojo vladavino v naslednjih letih utrdil.
Arabci so nadzor nad otokom prevzeli leta 904 in ustanovljen je bil Sicilski emirat. Muslimanska vladavina na otoku je trajala približno 120 let. Palermo (Bal'harm v času arabske vladavine) je Sirakuze izpodrinil kot glavno mesto Sicilije. Ta naj bi se nato po pomembnosti in sijaju začel kosati s Córdobo in Kairom. Palermo je bil več kot sto let prestolnica cvetočega emirata. Arabci so uvedli tudi številne kmetijske pridelke, ki ostajajo temelj sicilske kuhinje.
Po dinastičnih prepirih je leta 1072 prišlo do osvajanja Normanov. Normani so po dolgem obleganju osvojili Palermo. Dejansko se je podvig izkazal za težkega, ker Normani še nikoli niso oblegali tako obljudenega mesta s tako močnim obzidjem. Po 5 mesecih obleganja so Normani zgradili številne stopnice in vojne stroje in mesto končno osvojili. Družino, ki je mesto vrnila v krščanstvo, so imenovali Hautevilles, vključno z Robertom Guiscardom in njegovo vojsko, ki ju domačini štejejo za junaka. Pod njegovim nečakom Rogerijem II. so bila normanska gospodarstva na Siciliji in južnem delu italijanskega polotoka iz grofije Sicilija povišana v kraljevino Sicilijo. Glavno mesto kraljevine je bil Palermo, kraljevi dvor pa je bil v Normanski palači. V tem obdobju se je veliko gradilo, na primer stavba stolnice v Palermu. Kraljevina Sicilija je postala ena najbogatejših evropskih držav.
Sicilija je padla pod nadzor Svetega rimskega cesarstva leta 1194. Palermo je bil prednostno mesto cesarja Friderika II. Muslimani iz Palerma so se med to vladavino izselili ali so jih izgnali. Po intervalu anžujske vladavine (1266–1282) je Sicilija prešla pod nadzor Aragonske krone in grofije Barcelona. Do leta 1330 se je število prebivalcev Palerma zmanjšalo na 51.000.

### Zgodnji novi vek
Od 1479 do 1713 je Palermu vladala Kraljevina Španija in spet med 1717 in 1718. Palermo je bil tudi pod nadzorom Savoje med letoma 1713 in 1717 ter 1718–1720 zaradi Utrechtske pogodbe. Vladala ji je Avstrija med letoma 1720 in 1734.

### Dve Siciliji
Po Utrechtski pogodbi (1713) je bila Sicilija predana Savojcem, vendar je bila leta 1734 v posesti Bourbonov. Karel III. je za kronanje za kralja Sicilije izbral Palermo. Karel je dal zgraditi nove hiše za naraščajoče prebivalstvo, hkrati pa sta rasli tudi trgovina in industrija. Vendar je Palermo postalo le še eno provincialno mesto, saj je kraljevi dvor prebival v Neaplju. Karlov sin Ferdinand I. se je, čeprav ga prebivalstvo ni maralo, po francoski revoluciji leta 1798 zatekel v Palermo. Njegov sin Alberto je umrl na poti v Palermo in je pokopan v mestu.
Ko je bila ustanovljena Kraljevina Dveh Sicilij, je bilo prvo glavno mesto Palermo (1816), leto kasneje pa se je preselilo v Neapelj.
Med letoma 1820 in 1848 so Sicilijo pretresli preobrati, ki so kulminirali 12. januarja 1848 z ljudsko vstajo, prvo v Evropi tistega leta, ki jo je vodil Giuseppe La Masa. Razglašena sta bila parlament in ustava. Prvi predsednik je bil Ruggero Settimo. Burboni so leta 1849 osvojili Palermo in je ostal pod njihovo oblastjo vse do časa Giuseppa Garibaldija. General je v Palermo vstopil s svojimi četami ("tisoči") 27. maja 1860. Po plebiscitu kasneje istega leta je Palermo skupaj s preostalo Sicilijo postal del nove Kraljevine Italije (1861).

### Združitev Italije do danes
Večina Sicilijancev je raje imela neodvisnost od Savojcev; leta 1866 je Palermo postal sedež tedenskega ljudskega upora, ki je bil dokončno zatrt po razglasitvi vojnega stanja. Italijanska vlada je za upor krivila anarhiste in Cerkev, zlasti nadškofa Palerma in začela uveljavljati proti sicilsko in protiklerikalno politiko. Novo kulturno, gospodarsko in industrijsko rast je spodbudilo več družin, kot so Florio, Ducrot, Rutelli, Sandron, Whitaker, Utveggio in druge. V začetku 20. stoletja se je Palermo razširil zunaj starega mestnega obzidja, večinoma proti severu, po novih bulvarjih Via Roma, Via Dante, Via Notarbartolo in Viale della Libertà. Te ceste so se kmalu ponašale z ogromnim številom vil v art nouveau slogu. Mnogo teh je zasnoval arhitekt Ernesto Basile. Grand Hotel Villa Igiea, ki ga je zasnoval Ernesto Basile za družino Florio, je dober primer Palermitanske secesije. Ogromen Teatro Massimo je v istem obdobju zasnoval Giovan Battista Filippo Basile, Ernestov oče, zgradilo ga je gradbeno podjetje Rutelli & Machì iz industrijske in stare italijanske družine Rutelli v Palermu, odprli pa so ga leta 1897.
Med drugo svetovno vojno so zavezniške zračne sile leta 1942 in 1943 močno bombardirale Palermo, vse do zavzetja med invazijo zaveznikov na Sicilijo 22. julija 1943. Pristanišče (glavni cilj zračnih napadov) in okoliške četrti so bili dejansko uničeni, prav tako pa tudi precejšen del mesta, z velikimi civilnimi žrtvami. Ko so ameriške čete leta 1943 vstopile v Palermo, jih je z »gromoglasno dobrodošlico pričakalo celotno prebivalstvo, ki je pokazalo svoja čustva do fašistične vladavine«. Ujeta italijanska generala sta trdila, da sta srečna, ker po njunem mnenju »Sicilijanci niso bili ljudje, temveč živali«. [63] Antisicilski predsodki so bili del pogleda na svet fašističnega režima, ki so ga promovirali profašistični časopisi, zlasti na severu Italije.
Leta 1946 je bilo mesto razglašeno za sedež deželnega parlamenta, kot glavno mesto dežele s posebnim statusom (1947), katere sedež je bil v Palazzo dei Normanni.
Tema sodobne mestne dobe je bil boj proti mafiji, rdečim brigadam in odpadnikom, kot je Salvatore Giuliano, ki je nadzoroval sosednje območje Montelepre. Italijanska država je dejansko morala ekonomsko in upravno deliti nadzor nad ozemljem z mafijo.
Tako imenovano 'plenjenje Palerma' je bila ena dramatičnih posledic tega problema. Izraz se uporablja za označevanje špekulativnih gradbenih praks, ki so povzročile uničenje velikega števila zgodovinskih stavb in zelenih površin, ki so mesto napolnile s slabimi zgradbami, predvsem med 1950-imi in 1980-imi leti . Zmanjšan pomen kmetijstva v sicilijanskem gospodarstvu je povzročil množično selitev v mesta, zlasti v Palermo, ki je nabreklo, kar je privedlo do hitre širitve proti severu. Regulacijski načrti za širitev so bili v konjunkturi večinoma prezrti. Novi deli mesta so se pojavili skoraj od nikoder, vendar brez parkov, šol, javnih zgradb, ustreznih cest in drugih vsebin, ki so značilne za sodobno mesto.
Cosa Nostra je bila tradicionalno najmočnejša skupina v Palermu. V članku CNN julija 2019 je bilo navedeno, da je bila dejavnost sicilijanske mafije v Palermu še posebej razvpita na enem območju: mestu Passo Rigano. »Po navedbah italijanske policije se mafija tam ne ukvarja samo z izsiljevanjem, ampak ima tudi veliko vlogo v pravnem gospodarstvu mesta - s svojim sodelovanjem v poslih, kot so oskrba z živili na debelo, spletne stave in igre na srečo«. Takratna policijska preiskava je potrdila tudi tesne povezave med mafijo na območju Palerma in ameriškim organiziranim kriminalom, zlasti družino zločinov Gambino.  Po poročanju La Repubblice »odhajajo po ulicah Passo di Rigano, Boccadifalco, Torretta in hkrati Brooklyn, Staten Island, New Jersey. Ker se je s Sicilije v ZDA stara mafija vrnila«.

## Geografija
Palermo leži v porečju, ki ga tvorijo reke Papireto, Kemonia in Oreto. Kotlino so Arabci v 9. stoletju poimenovali Conca d'Oro ('Zlata kotlina'). Mesto obdaja gorska veriga, ki je dobila ime po samem mestu. Te gore gledajo na Tirensko morje. Palermo ima naravno pristanišče in ponuja odlične poglede na morje, zlasti z Monte Pellegrina.
Palermo ima vročo-poletno subtropsko sredozemsko podnebje (Köppnova podnebna klasifikacija: Csa) z zmerno sezonskostjo. Poletja so zaradi prevlade subtropskega sistema z visokim tlakom zelo dolga, vroča in suha, zime pa so blage in spremenljive, zaradi polarne fronte pa je deževno vreme. Temperature so jeseni in spomladi običajno tople. Palermo je eno najtoplejših mest v Evropi (predvsem zaradi svojih toplih noči), s povprečno letno temperaturo zraka 18 ° C; je eno najtoplejših mest v Italiji. Letno prejme približno 2530 sončnih ur. Sneg je zelo redek pojav, saj je od leta 1945 snežilo približno ducat krat. Od 1940-ih do danes je bilo vsaj petkrat, ko je zapadla znatna količina snega. Leta 1949 in leta 1956, ko se je najnižja temperatura znižala na 0 ° C, je mesto zasulo nekaj centimetrov snega. Snežne padavine so se pojavile tudi v letih 1981, 1986, 1999 in 2014.  Povprečna letna temperatura morja je nad 19 ° C. 

### Topografija
Palermo je obdan z gorami, ki okoli mesta tvorijo obroč. Nekatera okrožja mesta delijo gore same. V preteklosti je bilo zaradi vzpetin iz mesta razmeroma težko priti do notranjega dela Sicilije. Najvišji vrh območja je La Pizzuta, visoka približno 1333 metrov. V preteklosti pa je najpomembnejša gora Monte Pellegrino, ki je od ostalega območja geografsko ločena z ravnico. Gora leži tik pred Tirenskim morjem. Klif Monte Pellegrina je v 19. stoletju v svojem eseju Italijansko potovanje Johann Wolfgang von Goethe opisal kot »najlepši rt na svetu«.
- Mondelski zaliv gledano iz Monte Pellegrina
- Giuseppe Garibaldi vstopi v Palermo 27. maja 1860
- Zgodovinski Grand Hotel et des Palmes
- Monte Pellegrino na sliki s konca 19. stoletja; gora je vidna od vsepovsod v mestu

### Reke
Danes sta tako reka Papireto kot Kemonia pokriti s stavbami. Vendar pa je obliko nekdanjih vodotokov mogoče prepoznati še danes, saj ulice, ki so bile na njih zgrajene, sledijo njihovim oblikam. Danes je edina še neizsušena plovna pot reka Oreto, ki deli središče mesta od zahodnega mestnega jedra in industrijskih četrti. V porečjih pa je bilo veliko sezonskih hudournikov, ki so pomagali oblikovati močvirnate ravnice, obnovljene v zgodovini; dober primer tega najdemo v okrožju Mondello.

### Okrožja
Zgoraj je prikazanih petintrideset četrti Palerma: teh petintrideset sosesk ali quartiere, kot jih poznamo, je nadalje razdeljenih na osem vladnih odborov skupnosti.

### Letališče
Letališče, ki se je nekoč imenovalo Punta Raisi, je bilo poimenovano v Aeroporto Falcone e Borsellino. Leži 35 km od Palerma v smeri Trapani. Razen tega je aktivno v samem Palermu bivše vojaško letališče Boccadifalco, ki je sedež sicilske Civilne zaščite.

## Demografija
Leta 2010 je na širšem območju Palerma živelo 1,2 milijona ljudi, od tega 655.875 v mejah mesta, od tega 47,4 % moških in 52,6 % žensk. Povprečna starost prebivalca Palerma je 40,4 v primerjavi z italijanskim povprečjem 42,8 leta. V desetih letih med letoma 2001 in 2010 se je število prebivalcev Palerma zmanjšalo za 4,5 %, medtem ko se je prebivalstvo Italije kot celote povečalo za 6,0 %. Razlog za upad Palerma je beg prebivalstva v predmestje in v severno Italijo.
Od leta 2006 je bilo 97,79 % prebivalstva italijanskega porekla. Največja skupina priseljencev je prišla iz Južne Azije (večinoma iz Bangladeša in Šrilanke): 0,80 %, drugih evropskih držav (večinoma iz Albanije, Romunije, Srbije, Severne Makedonije in Ukrajine): 0,3 % in Severne Afrike (večinoma iz Tunizije): 0,28 %.

### Zavetniki
Zavetnica Palerma je sveta Rozalija, ki jo zelo častijo.
14. julija ljudje v Palermu praznujejo letni Festino, najpomembnejši verski dogodek v letu. Festino je povorka, ki gre skozi glavno ulico Palerma v spomin na čudež, pripisan sveti Rozaliji, ki je leta 1624 mesto osvobodila Črne smrti. Njene posmrtne ostanke so odkrili v jami na Monte Pellegrinu ostanke so trikrat nosili po mestu in pregnali kugo. Na kraju, kjer so našli njene ostanke, je svetišče, do katerega se lahko pride s slikovito vožnjo z avtobusom iz mesta.
Pred letom 1624 je imel Palermo štiri zavetnike, po enega za vsakega od štirih glavnih delov mesta. Bili so sveta Agata, sveta Kristina Bolsenska, sveta Nimfa in sveta Olivija Palermska.
Sveta Lucija je počaščena tudi s posebnim praznovanjem, med katerim prebivalci Palerma ne jedo ničesar narejenega iz moke, temveč pšenico skuhajo v naravnem stanju in iz nje pripravijo posebno jed, imenovano cuccìa. To je spomin na reševanje mesta pred lakoto zaradi čudeža, ki je bil pripisan sveti Luciji; ladja, polna žita, je skrivnostno prispela v mestno pristanišče in lačno prebivalstvo ni izgubljalo časa z izdelavo moke, ampak je žito ob prihodu pojedlo.
Sveti Benedikt Maver je nebeški zaščitnik mesta Palermo.
Starodavni pokrovitelj mesta je bil Genij iz Palerma, genius loci in numen zaščitnik kraja, ki je postal laični pokrovitelj sodobnega Palerma.

## Znamenitosti
Palermo ima veliko arhitekturno dediščino in je znamenit po številnih normanskih stavbah. 

### Palače in muzeji
- Normanska palača (Palazzo dei Normanni), pomemben primer normanske arhitekture, v tej palači je tudi Cappella Palatina.
- Zisa (1160) in palača Cuba, veličastna gradova / hiše, ki so jih kralji Palerma v preteklosti uporabljali za lov. V Zisi je danes islamski muzej. Cubo je nekoč obkrožala voda.
- Palazzo Natoli
- Palazzo Chiaramonte
- Palazzo Abatellis. Zgrajena konec 15. stoletja za prefekta mesta Francesca Abatellisa. Je masivna, čeprav elegantna gradnja, v tipičnem katalonskem gotskem slogu, z renesančnimi vplivi. Danes je v palači  Galleria Regionale della Sicilia. V njej sta med drugim doprsni kip Eleonore Aragonske, delo Francesca Laurane (1471) in Triptih Malvagna (ok. 1510), Jana Gossaerta ter znamenita Marija dobi oznanjenje Antonella da Messine.
- Regionalni arheološki muzej Antonio Salinas je eden glavnih italijanskih muzejev: vključuje številne ostanke etruščanske, kartažanske, rimske in helenistične civilizacije. V njem so vsi okrasni ostanki sicilijanskih templjev Segeste in Selinunta.
- Palazzina Cinese (Kitajska palača), kraljeva rezidenca rodbine Bourbon-Dve Siciliji in lokacija Etnografskega muzeja na Siciliji.

### Cerkve
- Stolnica v Palermu: Njena dolga zgodovina je privedla do kopičenja različnih arhitekturnih stilov, najnovejši je bil v 18. stoletju.
- Cappella Palatina, kapela v Normanski palači iz 12. stoletja, ima izjemne mozaike tako v zahodni kot vzhodni tradiciji in streho saracenskih obrtnikov.
- Cerkev sv. Janeza Puščavnika (San Giovanni degli Eremiti): stoji v bližini Normanske palače, cerkev iz 12. stoletja, ki je znana po svojih živo rdečih kupolah, ostanku arabskega vpliva na Siciliji. F. Elliot je v svojem Dnevniku nedejavne ženske na Siciliji to opisal kot »... popolnoma orientalsko ... dobro bi se prilegalo Bagdadu ali Damasku«. Zvonik je primer normanske arhitekture.
- Cerkev Santa Maria dell'Ammiraglio (sv. Marija Admiralka), tudi Chiesa della Martorana: je pripojena sosednji cerkvi San Cataldo ter gleda na trg Piazza Bellini v osrednjem Palermu. Prvotna postavitev je bila kompaktna v obliki grškega križa, običajna južnoitalijanska in sicilska različica srednje bizantinskega obdobja cerkvenega sloga. Tri vzhodne apside se prilegajo neposredno na naos, namesto da bi jih ločeval dodaten obok, kot je bilo običajno v vzhodni bizantinski arhitekturi. Zvonik, razkošno okrašen, še danes služi kot glavni vhod v cerkev. Notranja dekoracija je dodelana in vključuje bizantinske mozaike.
- Cerkev San Cataldo: cerkev na osrednjem trgu Piazza Bellini, ki je dober primer normanske arhitekture.
- Santa Maria della Gancia
- Santa Caterina: Ta cerkev je bila zgrajena med letoma 1566 in 1596 v baročnem slogu.
- Santa Maria della Catena – sv. Marija verig: cerkev je bila zgrajena med 1490–1520. Oblikoval jo je Matteo Carnilivari: ime izhaja od verig, ki so bile nekoč pritrjene na eno od sten.
- San Domenico: je znana kot Panteon slavnih Sicilijancev.
- San Giuseppe dei Teatini: je primer sicilijanskega baroka.
- Oratorij San Lorenzo izdelan v štukaturi; kipar rokokoja Giacomo Serpotta, njegov brat Giuseppe in njegov sin Procopio, so cerkev (1690 / 98–1706) okrasili s tako obilico kipov in obilico puttov, da so stene so videti žive. Oktobra 1969 sta dva tatova iz njegovega ogrodja odstranila Caravaggiovo Rojstvo s sv. Frančiškom in sv. Lovrencom. Nikoli ni bila najdena.[35][36]
- Santa Teresa alla Kalsa, ki ime izhaja iz Al-Khalise, arabskega izraza, ki pomeni izvoljen, zgrajena med letoma 1686 in 1706 v nekdanji Emirovi rezidenci, je eden najboljših primerov sicilskega baroka. Ima enojno, zračno ladjo s štukaturnimi okraski iz zgodnjega 18. stoletja.
- Santa Maria dello Spasimo je bila zgrajena leta 1506 in kasneje spremenjena v bolnišnico. Ta cerkev je navdihnila Rafaela, da je naslikal svoj slavni Sicilski Spasimo (Kristus pade na poti na Kalvarijo, ki je zdaj v muzeju Prado. Cerkev je danes fascinanten avditorij na prostem, v katerem so občasno razstave in glasbene predstave.
- Jezusova cerkev (italijansko chiesa del Gesù'): cerkev v središču mesta so leta 1564 v poznorenesančnem slogu zgradili jezuiti. Zgrajena je bila nad že obstoječim samostanom bazilijanskih menihov. Spremembe leta 1591 so bile končane v sicilskem baroku. Cerkev je bila močno poškodovana po bombardiranju leta 1943, ki je uničilo večino fresk. Notranjost je triladijska, ima tloris latinskega križa, posebej bogato okrasje marmorja, intarzije in štukatur, zlasti v kapeli sv. Ane. Na desni je Casa Professa s portalom iz leta 1685 in dragocenim križnim hodnikom iz 18. stoletja. V stavbi je od leta 1775 dom Mestne knjižnice.
- Cekev sv. Frančiška Asiškega: ta cerkev je bila zgrajena med letoma 1255 in 1277 v nekdanji tržni četrti mesta, na mestu dveh že obstoječih cerkva in je bila v veliki meri obnovljena v 15., 16., 18. in 19. stoletju, nazadnje po potresu. Po bombardiranju leta 1943 je bila cerkev obnovljena v srednjeveškem videzu, ki zdaj vključuje del prvotne stavbe, na primer del desne strani, apside in gotski portal na fasadi. Notranjost je triladijska v značilnem gotskem slogu, ladje so ločene z dvema vrstama valjastih pilastrov. Nekatere kapele so v renesančnem slogu, pa tudi stranski portali iz poznega 16. stoletja. V cerkvi so dragocene skulpture Antonia, Giacoma Gaginija in Francesca Laurane. Omeniti velja tudi kipe, ki jih je leta 1723 izdelal Giacomo Serpotta.
- Cerkev Svete Trojice je cerkev je v normanskem slogu leta 1191 zgradil Matteo d'Ajello, ki jo je podaril cistercijanskim menihom.

### Trgi in javni spomeniki
- Quattro Canti je majhen trg na križišču antičnih glavnih cest (danes: Corso Vittorio Emanuele in Via Maqueda), ki mesto deli na njegove četrti (mandamenti). Stavbe na vogalu imajo diagonalne baročne fasade, tako da ima trg skoraj osmerokotno obliko.
- Piazza Pretoria je bil načrtovan v 16. stoletju v bližini Quattro Canti kot mesto vodnjaka Fontana Pretoria, Francesca Camillianija,.
- Spomenik Karlu V. na trgu Bologni, postavljen leta 1631

### Operne hiše
Do začetka 20. stoletja je bilo v mestu Palermo na stotine majhnih opernih gledališč, imenovanih magazzeni.
Teatro Massimo ('Največje gledališče') - operno gledališče je bilo odprt leta 1897. Je največje v Italiji (8000 m²) in eden največjih v Evropi (tretji po Pariški operi in Dunajski državni operi), slovi po svoji popolni akustiki. Enrico Caruso je med otvoritveno sezono zapel v predstavi La Gioconda, ki se je v Rigoletto vrnil na samem koncu kariere. Od 1974 do 1997 zaprta za obnovo, zdaj je obnovljena in ima aktiven urnik.
Teatro Politeama je bil zgrajen med letoma 1867 in 1874.

### Mestno obzidje
Palermo ima vsaj dva obroča mestnega obzidja, od katerega je velik del še ohranjen. Prvi obroč je obdajal starodavno jedro feničanskega mesta - tako imenovani Paleopolis (na območju vzhodno od Porta Nuova) in Neapolis. Via Vittorio Emanuele je bila glavna cesta vzhod – zahod skozi to zgodnje obzidano mesto. Vzhodni rob obzidanega mesta je bil na ulici Via Roma in antičnem pristanišču v bližini Piazza Marina. Obroč je bil približno Porto Nuovo, Corso Alberti, Piazza Peranni, Via Isodoro, Via Candela, Via Venezia, Via Roma, Piazza Paninni, Via Biscottari, Via Del Bastione, Palazzo dei Normanni in nazaj v Porto Nuovo.
V srednjeveškem obdobju je bilo obzidano mesto razširjeno. Via Vittorio Emanuele je bila še naprej glavna cesta vzhod – zahod skozi obzidano mesto. Zahodna vrata so bila še vedno Porta Nuova, obzidje se je nadaljevalo do Corso Alberti, do Piazza Vittorio Emanuele Orlando, kjer se je po Via Volturno obrnilo na vzhod do Piazza Verdi in vzdolž linije Via Cavour. Na tem severovzhodnem vogalu je bila obramba Castello a Mare za zaščito pristanišča v La Cali. Ogromna veriga je bila uporabljena za blokiranje La Cale z drugim koncem pri Santa Maria della Catena (sv. Marija verig). Zid ob morju je bil ob zahodni strani Foro Italico Umberto. Obzidje zavije proti zahodu vzdolž severne strani ulice Via Abramo Lincoln, nadaljuje se vzdolž ulice Corso Tukory, se obrne proti severu približno na Via Benedetto, do Palazzo dei Normanni in nazaj do Porta Nuova. 
V mestnem obzidju je ohranjenih več vrat. Slike obzidja si lahko ogledate tukaj.

## Unescova svetovna dediščina
Unescova svetovna dediščina vključuje: Normanska palača, Cappella Palatina, cerkev sv. Janeza Puščavnika, Cerkev Santa Maria dell'Ammiraglio, Cerkev San Cataldo, Stolnica v Palermu, palača Zisa in Ponte dell'Ammiraglio. Zaradi tega je Italija država z največ Unescovimi svetovnimi znamenitostmi in Sicilija z največ v Italiji.

## Pobratena mesta
Palermo je pobraten z:
- Biserta, Tunizija
- Bukavu, Kongo
- Čengdu, Kitajska
- Düsseldorf, Nemčija
- Grand-Bassam, Slonokoščena obala
- Han Junis, Palestina
- Hanoj, Vietnam
- Miami, ZDA
- Monterey, Kalifornija, ZDA
- Montpellier, Francija
- Ottawa, Kanada
- Palermo, Argentina
- Palermo, Kolumbija
- Pistoia, Italija
- Samara, Rusija
- Santiago de Cuba, Kuba
- Sestu, Italija
- Tbilisi, Gruzija
- Temišvar, Romunija
- Valletta, Malta
- Jaroslavelj, Rusija